# 마리떼 프랑소와 저버
마리떼 + 프랑소와 저버(프랑스어: Marithé + François Girbaud)는 프랑스에 본사를 둔 국제 의류 회사로 1972년 디자이너 프랑수아 저버(François Girbaud)와 마리떼 바슐르히(Marithé Bachellerie)가 설립했다. 이 둘은 Compagnie des montagnes et des forêts, Ça, Closed, Matricule 11342 등 여러 패션 브랜드를 만들었다. 이들은 특히 스톤워시(스톤워싱 공정), 헐렁한 바지(배기 팬츠), 스키니진의 산업화로 세계적으로 유명하다.

## 역사
프랑수아와 마리떼는 1964년 파리 의류 매장 웨스턴 하우스(Western House)에서 일하면서 경력을 시작했다. 그 후 Maurice Chorenslup, Pierre Zelcer 및 Jacques Rozenker가 이들이 첫 브랜드를 만드는 데 도움을 주었다.

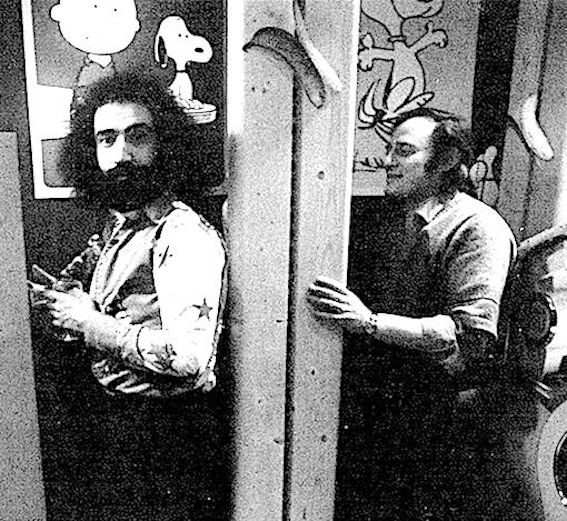
프랑수아 저버(François Girbaud)와 마리떼 바슐르히(Marithé Bachellerie), 1974년

이 브랜드는 1980년대부터 1990년대에 가장 큰 성공을 거두었으며, 전 세계 매출이 약 9억 달러에 달했다. 2010년에는 여전히 2억 유로의 수익을 창출하고 있었다.
1983년, 이 둘은 영화 《플래시댄스》의 출연 배우인 제니퍼 빌스와 마이클 누리를 위한 의상을 제작했다.
1992년, 히트곡 〈Jump〉로 유명한 랩/힙합 듀오 크리스 크로스는 뮤직 비디오에서 저버의 청바지를 입고 있었다.
1995년에 마리떼 프랑소와는 레이저, 초음파, 기술 융합 등의 새로운 절단 및 제작 기술을 사용하기 시작했다. 그리고 1997년에는 인디고 데님의 탈색을 방지하는 새로운 블루 에테르넬 공정을 도입했다. 이들은 부드럽고 편안하며 특유의 깊고 선명한 색상을 그대로 유지한 옷을 만들어냈다. 데님을 레이저로 처리하는 기술인 와트워시는 원단을 인위적으로 노화시키고 물 소비량을 97.5%까지 줄여준다.
2012년 6월, 저버가 파산 신청을 했으며 홈페이지가 다운되었다는 보고가 있었다.
2015년에 마리떼 바슐르히와 프랑수아 저버는 Mad Lane(순회 컨셉 스토어)이라는 새로운 회사를 만들었지만 회사 이름은 여전히 마리떼 + 프랑소와 저버를 사용했다.